# Инаугурация Джорджа Буша-младшего (2001)
Инаугурация Джорджа Уокера Буша (Джорджа Буша-младшего) в качестве 43-го президента США состоялась 20 января 2001 года. С этого события начался президентский срок Буша.

## Предыстория
7 ноября 2000 года Джордж Буш-младший победил на президентских выборах, обойдя кандидата от Демократической партии Альберта Гора. Примечательны эти выборы тем, что Буш проиграл Гору в голосах, но получил больше голосов выборщиков.
Бюджет выделенный на инаугурацию составил по итогу 35 миллионов долларов. Финансированием занимались крупнейшие в США компании.

## Церемония
Избранный президент направлялся к подножию Капитолия в сопровождении жены Лоры, уходящего вице-президента и соперника Буша на выборах Гора, а также президента Билла Клинтона вместе с супругой.
Церемонию проводил председатель Верховного суда Уильям Ренквист.
По традиции сначала к присяге был приведён избранный вице-президент США Ричард Чейни.
Наступила очередь Буша младшего. Он приносил присягу, положив руку на Библию, на которую в 1789 году присягал Джордж Вашингтон. Её держала его жена Лора, рядом стояли их дочери Дженна и Барбара.
После вступления в должность Буш выступил с инаугурационной речью. В ходе выступления он немало рассуждал на философские темы, говоря о проблемах в стране; призывал американцев к единению и назвал прошедшие выборы «соревнованием, закончившимся с честью». Также в речи Буш пообещал сократить налоговое бремя, реформировать социальное страхование и «Медикэр».

## Препятствующие события
Несмотря на то, что инаугурация завершилась успешно, ей препятствовали некоторые события.
20 января 2001 года выдался холодным и дождливым днём, температура составляла 2 °С (36 °F).
Кроме того, в день инаугурации прошли массовые демонстрации. В Вашингтоне демонстрантами стали более 20 000 человек. Из них 4 было арестовано, 5 задержано. В Лос-Анджелесе и Сан-Франциско митингующих было более 10 000.